# Chloropsis jerdoni
El verdín de Jerdon (Chloropsis jerdoni) es una especie de ave paseriforme de la familia Chloropseidae propia de Asia. El nombre de la especie conmemora al zoólogo británico Thomas C. Jerdon. A veces es tratado como subespecie del verdín de Java (C. cochinchinensis), pero se diferencia de éste en el tamaño y la morfología.

## Descripción
Mide entre 16,7 18,4 cm de longitud. Los machos tienen el plumaje verde con la cabeza teñida de amarillo, la cara y la garganta negras y una bigotera azul. La hembra difiere del macho en que tiene la cabeza más verde y la garganta azul, y las aves juveniles son similares a la hembra pero sin el parche azul en la garganta.

## Distribución y hábitat
El verdín de Jerdon está muy extendido en el sur del subcontinente indio, ocupando un área que va desde las costas orientales del golfo de Cambay (en el sureste de Gujarat) hasta el centro de Uttar Pradesh, al este a Bihar y al oeste de Bengala, y al sur hasta cabo Comorín y Sri Lanka.
Su hábitat consiste en bosques abiertos, generalmente secundarios, también colonizan jardines y parques suburbanos, plantaciones de árboles frutales, palmerales y las avenidas arboladas sin mayores problemas.